# Cyanoramphus ulietanus
Cyanoramphus ulietanus é uma espécie possivelmente extinta de ave da família Psittaculidae. Era endêmica da ilha Raiatea.